# Миллер, Уильям Эдвард
Уильям Эдвард Миллер (англ. William Edward Miller; 22 марта 1914, Локпорт, Нью-Йорк — 24 июня 1983, Буффало, Нью-Йорк) — американский юрист и политик, Член Палаты представителей США от штата Нью-Йорк (1951—1965). Кандидат на пост вице-президента США от Республиканской партии на выборах 1964 года.

## Биография
Родился в городке Локпорт, штат Нью-Йорк в семье Элизабет и Эдварда Миллеров. Родители его отца были иммигрантами из Германии, а у матери были ирландские корни. Миллер окончил Университет Нотр-Дам (1935) и Юридическую школу Олбани (1938), после чего занимался юридической практикой в родном городе. 1 июля 1942 года он был призван в армию, служил в Разведывательной службе Сухопутных войск. В августе 1945 года Миллер был выбран в качестве одного из помощников Роберта Джексона, главного обвинителя от США на Нюрнбергском процессе. После окончания войны, с 1946 по 1948 год, был заместителем окружного прокурора округа Ниагара. В январе 1948 года губернатор Нью-Йорка Томас Дьюи назначил Миллера окружным прокурором, а в ноябре его избрали на полноценный срок. В  1950 году одержал победу на выборах Палату представителей и успешно переизбирался ещё шесть раз. В Конгрессе он быстро приобрёл репутацию консерватора и хорошего оратора.
В 1960 году Миллер возглавил Предвыборный комитет Республиканской партии в Конгрессе США (англ. Republican Congressional Campaign Committee), в том же году на выборах в Палату представителей республиканцам удалось увеличить своё присутствие в нижней палате Конгресса, избрав своих кандидатов в 22 округах, прежде принадлежащих демократам. Несмотря на то, что время республиканских внутрипартийных выборов он поддержал действующего вице-президента Ричарда Никсона, а не губернатора своего штата Нельсона Рокфеллера, в 1961 году в том числе благодаря поддержке Рокфеллера Миллер стал председателем Национального комитета Республиканской партии.
В 1964 году Барри Голдуотер, сенатор от штата Аризона и претендент на пост президента от республиканцев, выбрал Миллера своим кандидатом в вице-президенты. Он стал первым католиком, выдвинутым на эту должность от одной из двух основных партий. После поражения на выборах (за Голдуотера проголосовали лишь 38,5% избирателей, он победил только в шести штатах) Миллер ушёл из политики и вернулся к юридической практике в Локпорте.
24 июня 1983 года Миллер скончался от перенесённого инсульта в возрасте 69 лет. Был похоронен на Арлингтонском национальном кладбище в Вашингтоне.